# ウルトラマン Fighting Evolution 0
『ウルトラマン Fighting Evolution 0』（ウルトラマン ファイティングエボリューション ゼロ）は、2006年7月20日にバンプレストから発売されたPlayStation Portable用バトルアクションゲーム。ウルトラシリーズを題材としている。『ウルトラマン Fighting Evolution』シリーズを流れを汲み、同年に公開された映画と連動したストーリーとなっている。

## 概要
ゲーム内容は2006年9月16日公開の映画『ウルトラマンメビウス&ウルトラ兄弟』と連動し、同映画とテレビ版『ウルトラマンメビウス』の前史と位置付けられる。ウルトラ一族側ではメビウスとウルトラの父がシリーズ初登場。怪獣側にはテンペラー星人やヒッポリト星人が登場。『メビウス』の前史（ギャラクシークライシス発生のはるか以前）に相当することから、前作まで登場していた平成ウルトラシリーズのウルトラ戦士や怪獣は登場しない。
ゲームシステムでは『ウルトラマン Fighting Evolution 3』までのスタイルに加えてスピリッツシステムを導入。ウルトラ超辞典で集めたウルトラ戦士や怪獣たちの特殊能力を戦闘中に発動できる。戦闘では使用できないキャラクターも登場する。
今作がFighting Evolutionシリーズ最後の作品となっており、本作品以降Fighting Evolutionシリーズはリリースされていない。

## ストーリー
地球で「怪獣頻出期」と呼ばれる時代が終わりを告げた後のある日、かつて破壊されたはずのゴルゴダ星が現れる。不安を感じたウルトラの父に命じられてゴルゴダ星の調査に向かったウルトラ戦士は、ゴルゴダ星でエレキングと遭遇する。戦い終わったのもつかの間、目の前に謎のカプセルが出現し、エレキングのエネルギーを吸い取って宇宙に消える。その後、現れたのはヒッポリト星人だった。

## 登場ウルトラマン
ウルトラマン
ヤプールの事件後、宇宙のパトロールへ向かった。
ウルトラセブン
ヤプールの事件後、様々な宇宙人の侵略から星を守るためパトロールへ向かった。レオのストーリーモードでは（かつての師匠というべき存在であったことから）彼の特訓相手になる。
ウルトラマンジャック
ヤプールの事件後、ナックル星人の光の国の襲撃を阻止した。
ウルトラマンエース
ヤプールの事件後、生き残りの本拠地のゴルゴダ星の破壊に成功した。事件では人質にされてしまう（選択キャラクターがエースの場合はタロウ）。
ウルトラマンタロウ
ストーリーでの活躍もあるが、教官としての活動もしている。メビウスに本当の力を呼び出させようとあえて強化されたバキシムをメビウスに任せた。
ウルトラマンレオ
ヤプールの事件後、故郷の同胞を探しに宇宙へ旅立った。メビウスの光の国での特訓の際、レオが光の国にいたことから、暇があるときは光の国に立ち寄っていることが分かる。
ゾフィー
今回はエネルギーを十分に出せなくなってしまったウルトラマンたちを鍛えなおす人物として登場する。別ストーリーでは暴走ゾフィーとなって敵として登場し、M87光線の本当の強さを覚醒させる。
ウルトラの父
ウルトラマンたちの指揮をとる。ゾフィーの偽者に化けたババルウ星人に油断し、ブロンズ像にされた。別ストーリーでは暴走テンペラー星人に苦戦しているキャラクターにヒントを与えた。
ウルトラの母
傷ついたウルトラマンたちをメディカルルームで治療していた。
ウルトラマンメビウス
地球に来る前のメビウス。自分の攻撃が効かないバキシムに一度は敗北するも、自分なりの戦い方を会得し勝利を収める。

## 登場怪獣・宇宙人
エレキング
ストーリーの最初の敵。ゴルゴダ星にて時間稼ぎ怪獣として登場する。
ヒッポリト星人
ゴルゴダ星でウルトラマンたちに卑怯な罠を仕掛け、ウルトラ兄弟の体をずたずたにする。その後、地球に現れてゾフィー、セブンのエネルギーを吸収するも、キャラクターに敗れる。ヤプールの「能力転送カプセル」は彼の「ヒッポリトカプセル」を基に作られた。
ババルウ星人
ウルトラの父を罠に掛けてブロンズ像に変えた。ヤプールの力により、キャラクター以外のウルトラ兄弟のエネルギーを注入されて超ババルウとなるも、暴走して変身能力を失った。
バルタン星人
ゴルゴダ星に多数出現する。必殺技が使えないキャラクターと戦い、力を取り戻す原因になってしまった。隠しストーリーではヤプールによって暴走バルタンにされている。
ブラックキング
地球に出現。キャラクターのエネルギー消耗のための捨て駒として使われる。エレキングのパワーを吸収し、強化ブラックキングとなる。
ナックル星人
ブラックキングのLV3の必殺技に登場。事件後、光の国を襲撃してジャックに阻止されたことも明かされている。ヤプールに協力していた可能性が高い。
テンペラー星人
バキシムの大群をおとりに使い、キャラクターとの決闘を望んだ。十分に力を取り戻していないキャラクターを倒しても、価値がないということで直々に決闘を申し込んだ。別ストーリーではヤプールによって暴走した超テンペラーとなって出現するも、ウルトラ兄弟のエネルギーを凝縮した光線をバリアで跳ね返され倒された。
バキシム
捨て駒としての登場、大軍でウルトラ兄弟に襲い掛かる。1体だけスピリッツで強化された個体がいる。また、生き残りの強化バキシムが後にメビウスの対戦相手となる。
ゼットン　　　　　　　
ウルトラ兄弟をおびき出すために使われた。以前と能力は変わらない。
ヤプール
事件の黒幕。今回は異次元の歪み（等身大の姿）として登場。自らの科学力を駆使して怪獣を強化したり暴走状態にできる「能力転送カプセル」を開発。さらにバキシムを大量生産したり、ヒッポリト星人、ババルウ星人、バルタン星人、テンペラー星人と手を組んでウルトラ兄弟の抹殺を企む。